# Episodi di Get Smart (prima stagione)
La prima stagione della serie televisiva Get Smart è stata trasmessa in anteprima negli Stati Uniti d'America dalla NBC tra il 18 settembre 1965 e il 7 maggio 1966.  
Le date di messa in onda degli episodi della prima TV in Italia sono riferite alla programmazione sulla TV Svizzera in lingua italiana, così come riportate nelle pagine del palinsesto del Radiocorriere TV nei corrispondenti numeri della rivista del 1967 e del 1968. La serie andava in onda in bianco e nero con il titolo Agente 86 Max Smart. Alcuni episodi hanno titoli differenti da quelli attuali, cambiati già dalla successiva messa in onda sulla Rai nel 1968 e da allora utilizzati in tutte le repliche successive.  
L'episodio pilota è stato mandato in onda per l'ultima volta in Italia nel 1979 e a oggi il doppiaggio originale è ritenuto smarrito. Dal 2023 esiste una nuova versione del doppiaggio a cura di DGPhotoArt Cinema, mai mandato in onda.   
La prima stagione è trasmessa in Italia in versione restaurata senza il titolo dell'episodio e con immagini e audio in alta qualità, solo nelle messe in onda di La 7, Fox Retro e Paramount Comedy Central fra il 2006 e il 2010. Nelle repliche attuali va in onda la versione in bassa qualità mandata in onda nei primi anni 80, con l'esclusione dell'episodio pilota e degli episodi 1x27 e 1x28.   
| nº | Titolo originale                | Titolo italiano                                               | Prima TV USA      | Prima TV Italia          |
| -- | ------------------------------- | ------------------------------------------------------------- | ----------------- | ------------------------ |
| 1  | Mr. Big                         | Operazione Uno                                                | 18 settembre 1965 | Venerdì 13 gennaio 1967  |
| 2  | Diplomat's Daughter             | La principessa Ingrid (o "La figlia del diplomatico")         | 25 settembre 1965 | Giovedì 5 aprile 1967    |
| 3  | School Days                     | Una strana scuola (o "La scuola delle spie")                  | 2 ottobre 1965    | Giovedì 30 marzo 1967    |
| 4  | Our Man in Toyland              | Le bambole parlanti (o "Giocattoli pericolosi")               | 9 ottobre 1965    | Giovedì 23 febbraio 1967 |
| 5  | Now You See Him, Now You Don't  | Un enigma per Smart                                           | 16 ottobre 1965   | Giovedì 16 marzo 1967    |
| 6  | Washington 4, Indians 3         | Washington 4, Indiani 3                                       | 23 ottobre 1965   |                          |
| 7  | KAOS in CONTROL                 | Moscacieca per il capo                                        | 30 ottobre 1965   | Giovedì 20 aprile 1967   |
| 8  | The Day Smart Turned Chicken    | Operazione pollo                                              | 6 novembre 1965   | Giovedì 2 febbraio 1967  |
| 9  | Satan Place                     | Villa Satana                                                  | 13 novembre 1965  | Giovedì 8 giugno 1967    |
| 10 | Our Man in Leotards             | 30 secondi d'immobilo                                         | 20 novembre 1965  | Venerdì 16 febbraio 1968 |
| 11 | Too Many Chiefs                 | Appartamento a sorpresa (o "Un capo di troppo")               | 27 novembre 1965  | Giovedì 15 giugno 1967   |
| 12 | My Nephew the Spy               | Scarpe pericolose (o "I miei zii")                            | 4 dicembre 1965   | Venerdì 27 gennaio 1967  |
| 13 | Aboard the Orient Express       | Orient Express (o "Il sindacato delle spie")                  | 11 dicembre 1965  | Venerdì 10 febbraio 1967 |
| 14 | Weekend Vampire                 | Vampiro di fine settimana                                     | 18 dicembre 1965  |                          |
| 15 | Survival of the Fattest         | Problemi di peso                                              | 25 dicembre 1965  | Giovedì 16 febbraio 1967 |
| 16 | Double Agent                    | Le anatre volano alte                                         | 8 gennaio 1966    | Giovedì 13 aprile 1967   |
| 17 | Kisses for KAOS                 | Pitture esplosive                                             | 15 gennaio 1966   | Giovedì 18 maggio 1967   |
| 18 | The Dead Spy Scrawls            | Le spie morte scrivono                                        | 22 gennaio 1966   | Venerdì 20 gennaio 1967  |
| 19 | Back to the Old Drawing Board   | Mi chiamo Imene                                               | 29 gennaio 1966   | Lunedì 27 novembre 1967  |
| 20 | All in the Mind                 | Capo di Stato Maggiore                                        | 5 febbraio 1966   | Giovedì 1º giugno 1967   |
| 21 | Dear Diary                      | Il diario dell'agente 4                                       | 12 febbraio 1966  | Giovedì 11 maggio 1967   |
| 22 | Smart the Assassin              | Scacco matto mortale                                          | 19 febbraio 1966  | Giovedì 27 aprile 1967   |
| 23 | I'm Only Human                  | Una missione per Fang (o "Fang allo sbaraglio")               | 26 febbraio 1966  | Lunedì 18 dicembre 1967  |
| 24 | Stakeout on Blue Mist Mountain  | Il caso della cravatta (o "Pericolo sulle montagne nebbiose") | 5 marzo 1966      | Giovedì 4 maggio 1967    |
| 25 | The Amazing Harry Hoo           | Lo strabiliante Harry Chi                                     | 12 marzo 1966     | Lunedì 20 novembre 1967  |
| 26 | Hubert's Unfinished Symphony    | L'incompiuta di Hubert                                        | 19 marzo 1966     | Lunedì 4 dicembre 1967   |
| 27 | Ship of Spies (Part 1)          | Una nave di spie (Prima parte)                                | 2 aprile 1966     |                          |
| 28 | Ship of Spies (Part 2)          | Una nave di spie (Seconda parte)                              | 9 aprile 1966     |                          |
| 29 | Shipment to Beirut              | Carico per Beirut                                             | 23 aprile 1966    |                          |
| 30 | The Last One in Is a Rotten Spy | La donna dell'agente 81                                       | 7 maggio 1966     | Lunedì 11 dicembre 1967  |